# Aïn M'lila
Aïn M'lila (în arabă عين مليلة) este o comună din provincia Oum El Bouaghi, Algeria.
Populația comunei este de 88.441 locuitori (2008).